# HMS Trooper (N91)
Lo HMS Trooper (N91) fu un sommergibile della Royal Navy, appartenente alla classe T, che era stato varato nel marzo 1942.

## Servizio
Il Trooper svolse la sua attività prevalentemente nel Mar Mediterraneo, riuscendo ad affondare diverse navi italiane: la petroliera Rosario, il mercantile Forlì, una nave a vela e il sommergibile posamine Pietro Micca, e danneggiandone altre due. Attaccò anche il mercantile Belluno, senza però causare danni.
La sua prima missione consistette nel prendere parte all'Operation Principale, destinata ad affondare navi italiane nel porto di Palermo.
Il 26 settembre 1943, il Trooper venne inviato nel Mar Egeo, al largo delle isole del Dodecanneso, per la sua ottava missione di pattugliamento.  Il 14 ottobre, dopo un pattugliamento nei pressi di Leros,  non rientrò alla base. Il sommergibile aveva, probabilmente urtato una mina tedesca che l'aveva affondato.
Fonti tedesche dichiararono che il Trooper sarebbe stato affondato dalla GA.45 una nave-civetta (Q-ship in inglese), il 15 ottobre 1943. 
Secondo fonti britanniche, il sommergibile attaccato quel giorno da GA-45 sarebbe stato il pari classe HMS Torbay che però sarebbe riuscito a sfuggire incolume.

## Ritrovamento del relitto
Il relitto dell'HMS Trooper è stato scoperto ad una profondità di 253 metri (830 piedi) nel Mar Icario, a nord dell'isola di Donousa, in Grecia. Il sottomarino, trovato in tre sezioni distinte (prua, sezione centrale e poppa), era stato probabilmente affondato da una mina tedesca EMF contenente 350 chilogrammi (770 libbre) di esanite. Questa scoperta, guidata dal ricercatore greco Kostas Thoctaridis, ha risolto un mistero vecchio di 81 anni riguardo al destino dei 64 membri dell'equipaggio, dispersi durante la missione finale del sottomarino.